# Гельмут Борхардт
Гельмут Борхардт (нім. Helmut Borchardt; 1 серпня 1917, Ведтке — 18 березня 1945, Кюстрін) — німецький військовик, оберфельдфебель вермахту. Кавалер Лицарського хреста Залізного хреста з дубовим листям.

## Біографія
Учасник Німецько-радянської війни, командир відділення 2-ї роти 409-го гренадерського полку 122-ї піхотної дивізії. Навесні 1943 року відзначився у боях під Дем'янськом. Потім бився на Ловаті, а з жовтня 1944 року — в Курляндії. У березні 1945 року очолив зведену роту «Борхард» полку «Кольман» 402-ї запасної і навчальної дивізії, яка билася в районі Шнайдемюля. Загинув у бою.

## Нагороди
- Залізний хрест
  - 2-го класу (2 березня 1941)
  - 1-го класу (30 березня 1943)
- Нагрудний знак «За поранення» в чорному
- Штурмовий піхотний знак в сріблі
- Медаль «За зимову кампанію на Сході 1941/42»
- Лицарський хрест Залізного хреста з дубовим листям
  - лицарський хрест (30 квітня 1943)
  - дубове листя (№ 828; 14 квітня 1945, посмертно)